# Matet
Matet ist eine Gemeinde (Municipio) mit 91 Einwohnern (Stand: 2024) in der Provinz Castellón in der spanischen autonomomen Region Valencia. 

## Geographie
Matet liegt etwa 39 Kilometer westsüdwestlich der Provinzhauptstadt Castellón de la Plana und etwa 43 Kilometer nordnordwestlich von Valencia im Bezirk Alto Palancia in einer Höhe von ca. 585 m.

## Sehenswürdigkeiten

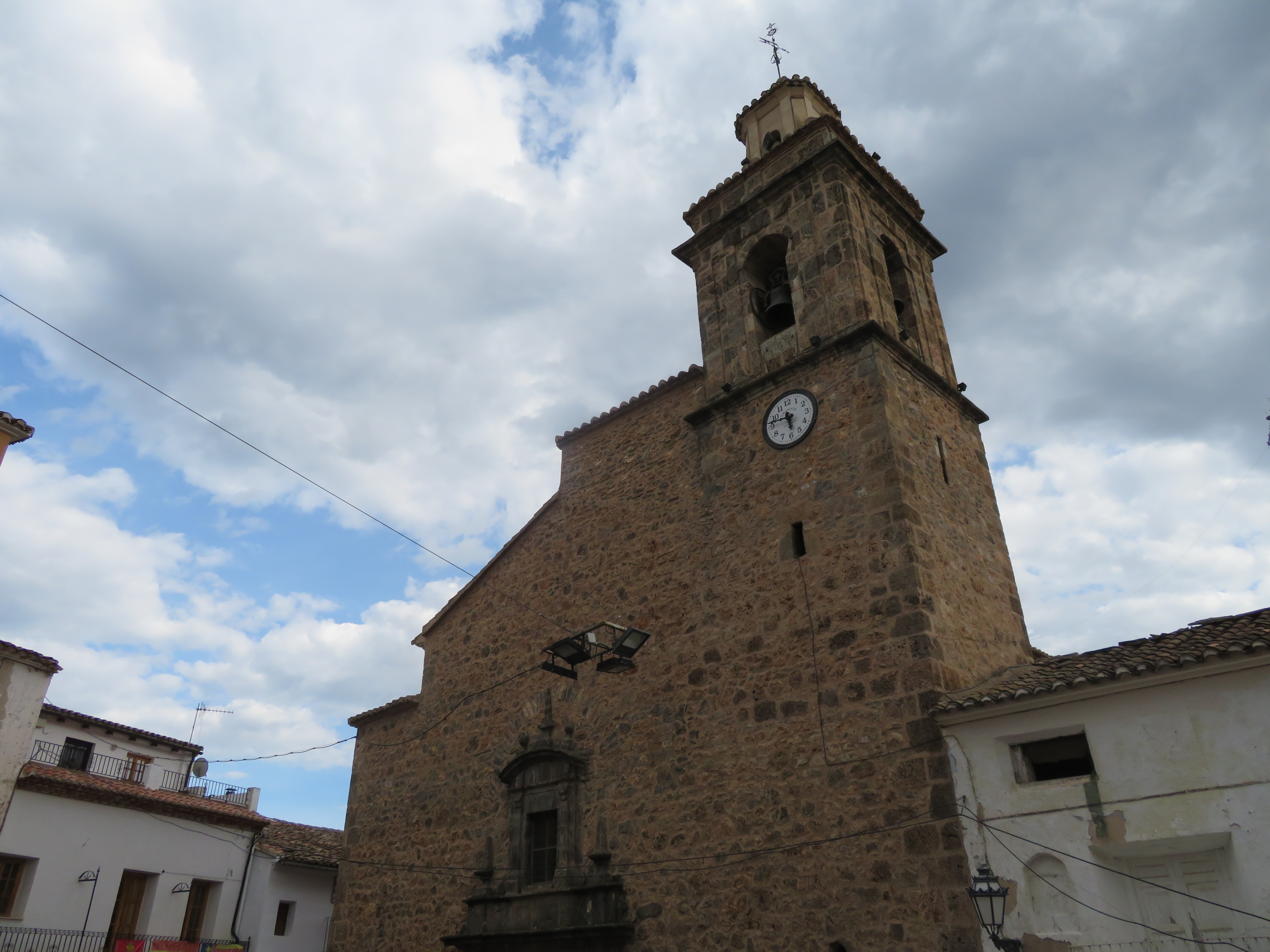
Johannes-der-Täufer-Kirche
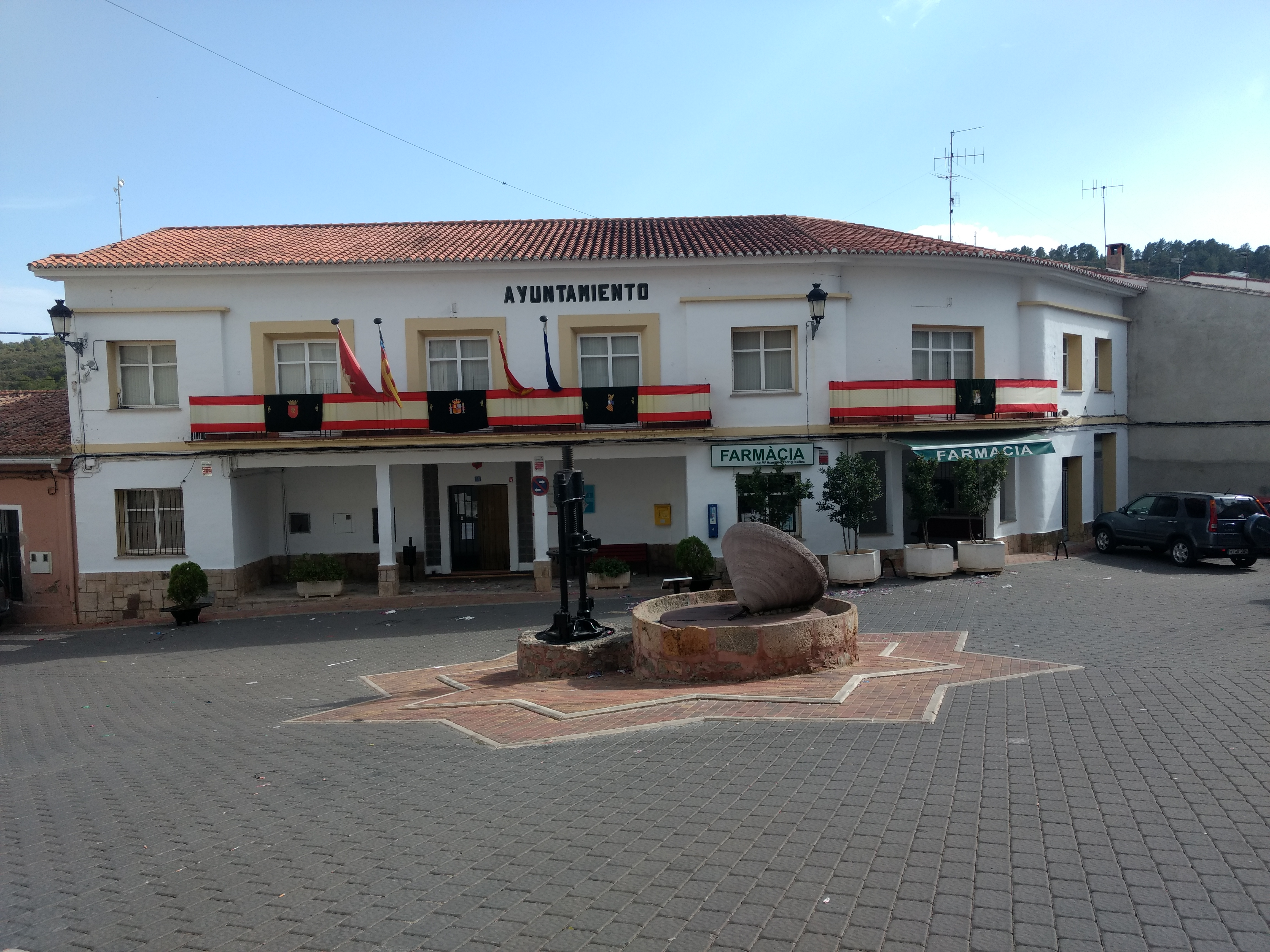
Rathaus

- Johannes-der-Täufer-Kirche
- Rathaus